# Sophie Trébuchet
 (février 2016).
Pour les articles homonymes, voir Trébuchet (homonymie).
Sophie Françoise Trébuchet, née le 19 juin 1772 à Nantes et morte le 27 juin 1821 à Paris, est connue pour avoir été la femme de Joseph Léopold Sigisbert Hugo avec lequel elle eut trois fils : Abel (l'aîné), Eugène (le cadet) et Victor Hugo (le benjamin).
Issue de la bourgeoisie nantaise, ses parents meurent jeunes et laissent leurs enfants à des proches. Sophie Trébuchet partage donc sa jeunesse entre sa ville natale et Châteaubriant, avec une de ses tantes. Alors que la Révolution française ensanglante Nantes, c'est à Châteaubriant qu'elle rencontre en 1796 son futur mari, soldat républicain. Sophie décide de le suivre à Paris, puis dans la famille de ce dernier, à Lunéville, et bientôt encore à Bastia, puis à Besançon, où Joseph Hugo est successivement nommé. C'est au cours de ses déplacements qu'elle met au monde ses trois fils de 1798 à 1802 : Abel, Eugène et Victor.
Sophie Trébuchet décide ensuite de rester à Paris, où elle vit avec un ancien camarade de son mari, Victor Fanneau, et côtoie la famille Foucher. Lorsque Victor Fanneau de La Horie est arrêté après avoir été impliqué à tort dans une conspiration, Sophie traverse l'Espagne, en pleine guerre, et arrive à Madrid où vit son mari. Ce dernier, devenu comte, fait passer sa maîtresse pour son épouse et demande le divorce d'avec Sophie. Elle refuse pour conserver sa pension. Finalement Sophie regagne Paris avec ses enfants, où Victor Fanneau est exécuté en 1812.
Sophie Trébuchet passe les dernières années de sa vie à Paris avec ses enfants et encourage ces derniers dans leurs études et leur amour de la poésie. Impressionnée par les talents de Victor, elle lui inspire quelques-uns de ses premiers poèmes.

## Biographie

### Enfance

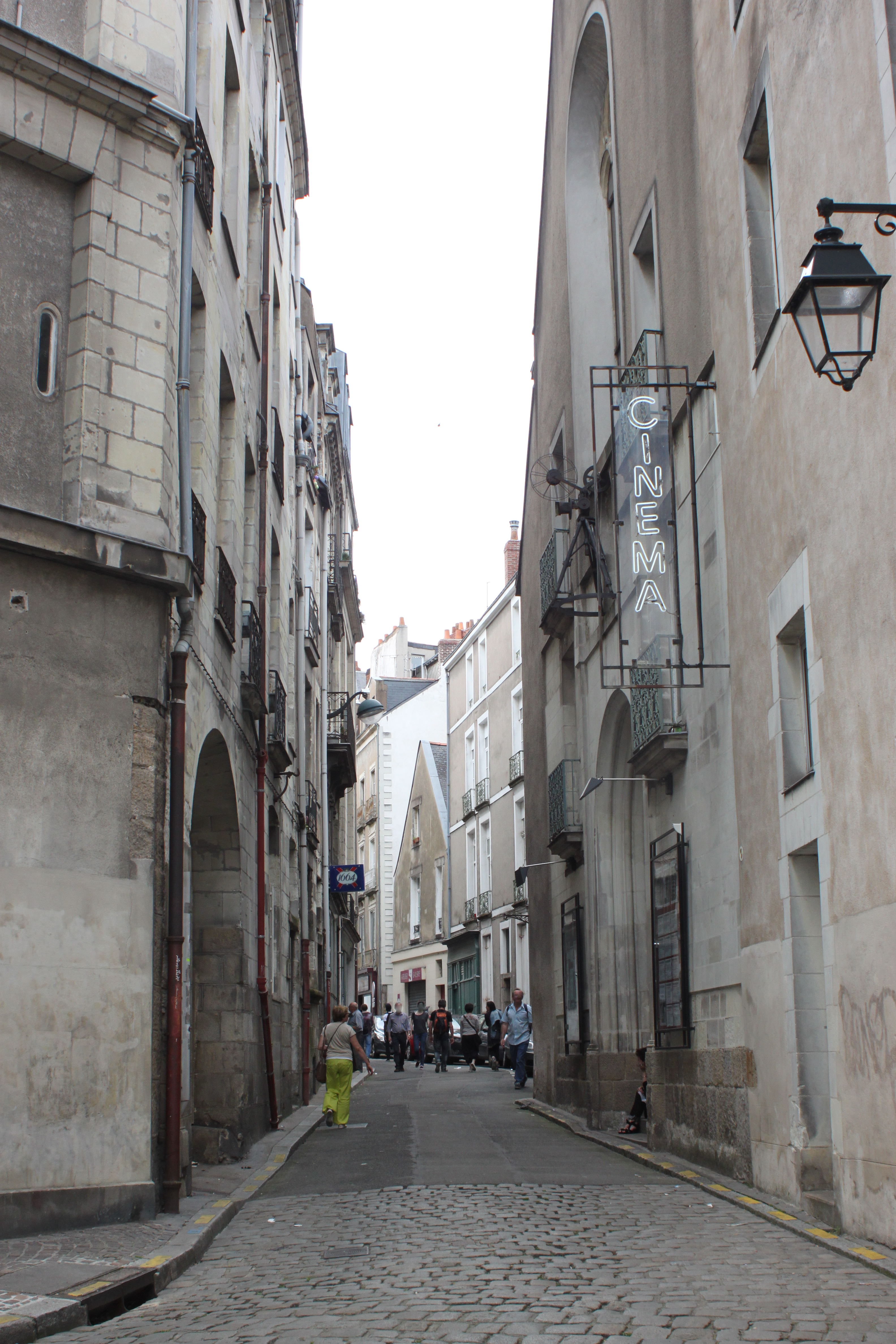
La rue des Carmélites à Nantes, qui a vu naitre Sophie Trébuchet en 1772.

Sophie Françoise Trébuchet est née en 1772 à Nantes, rue des Carmélites[réf. nécessaire], quatrième d'une famille de huit enfants. Son père Jean-François Trébuchet (1731-1783),  natif du Petit-Auverné, était capitaine de navire, et sa mère Louise Le Normand du Buisson (1748-1780), originaire de Saint-Fiacre-sur-Maine, était fille du sénéchal judiciaire de Château-Thébaud.
Quelque temps après sa naissance, Sophie reçoit le baptême en l'église Saint-Laurent (aujourd'hui disparue) qui se trouvait entre la cathédrale et le château des ducs de Bretagne, au fond de l'impasse homonyme.
Elle devient orpheline à huit ans, lorsque sa mère meurt le 14 août 1780, trois semaines après avoir mis au monde son huitième enfant qui d'ailleurs n'avait pas survécu. Son père en proie à des difficultés financières fut obligé d'accepter une mission dans l'océan Indien de la part d'armateurs de Brest. Il mit aux enchères une partie des biens du couple afin de payer l'équipement du navire « Le Comte de Grasse » qu'il devait commander, puis embarqua. Il prit soin avant son départ de placer ses sept enfants survivants (l’aînée avait 12 ans et le dernier 2 ans) : les cinq plus jeunes (dont Sophie) furent mis en pension chez Mme Menant-Dugué, tandis que les deux aînés partirent respectivement chez son neveu Louis Trébuchet et chez sa belle-sœur Louise Mathurine Le Normand du Buisson. Jean-François Trébuchet mourut le 1er septembre 1783 à l'Isle de France (aujourd'hui l'île Maurice).

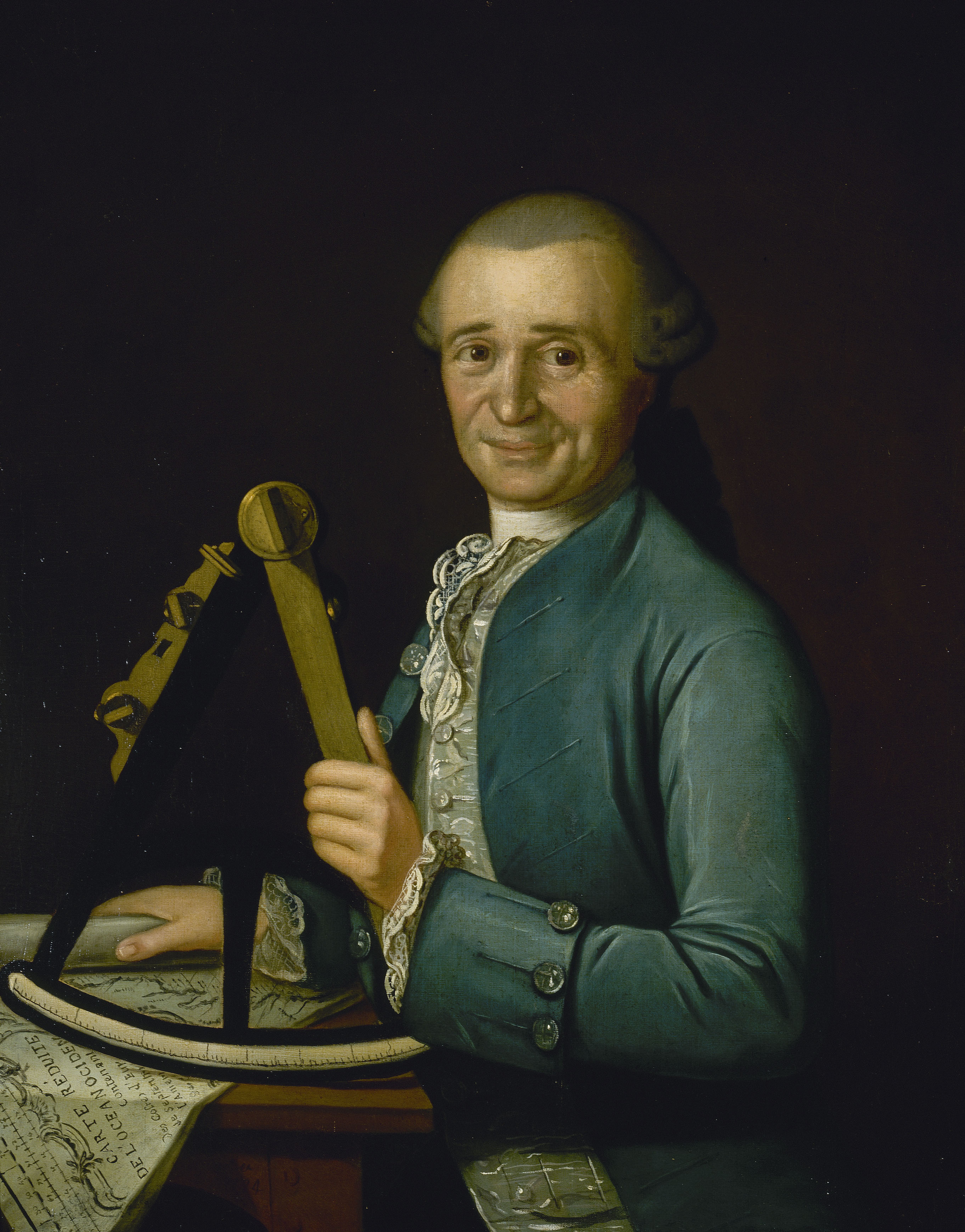
Portrait de son père Jean-François Trébuchet.
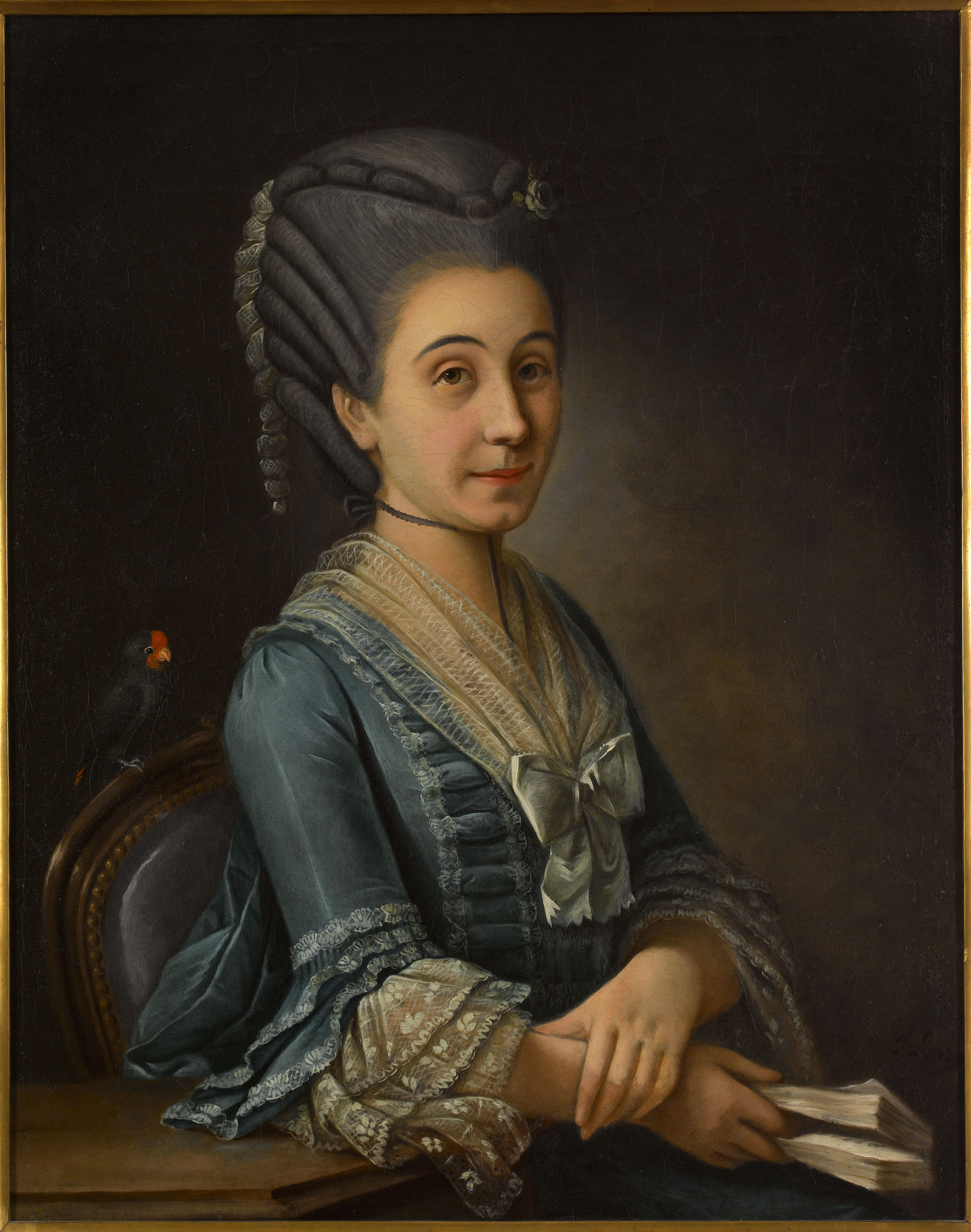
Portrait de sa mère Renée-Louise Le Normand du Buisson.

Après la mort de leur père, les enfants sont alors éparpillés dans la famille et Sophie quitte la pension Menant-Dugué pour se retrouver chez sa tante paternelle Françoise-Louise Trébuchet (née en 1724 à La Chapelle-Glain), veuve depuis trente ans de maître René Robin, notaire, procureur fiscal à La Chapelle-Glain et au château de la Motte-Glain. Cette tante avait eu deux enfants : un garçon mort tout jeune et une fille Renée-Françoise Robin qui était la marraine de Sophie. Cette dernière épousa en 1778 un négociant nantais du nom de Louis François Mathis. Après la mort de son mari en 1780, Françoise-Louise Trébuchet et sa fille s'installèrent Basse-Grande-Rue (actuelle rue de la Marne) à Nantes. Il y demeurèrent durant la saison hivernale et passèrent l'été rue Couëré, à Châteaubriant. La tante de Sophie avait une forte personnalité et communiqua à sa nièce sa liberté d'esprit. Elle mourut à Nantes en 1810.
Les ancêtres paternels de Sophie étaient des maîtres-fondeurs et leur demeure au Petit-Auverné, le manoir de la Renaudière, maison natale de son père, était habitée par une tante qu'elle visitait régulièrement, parcourant la campagne à cheval.
Les Trébuchet jouissaient à l'époque d'un certain prestige dans cette partie de la Bretagne.

### La Révolution

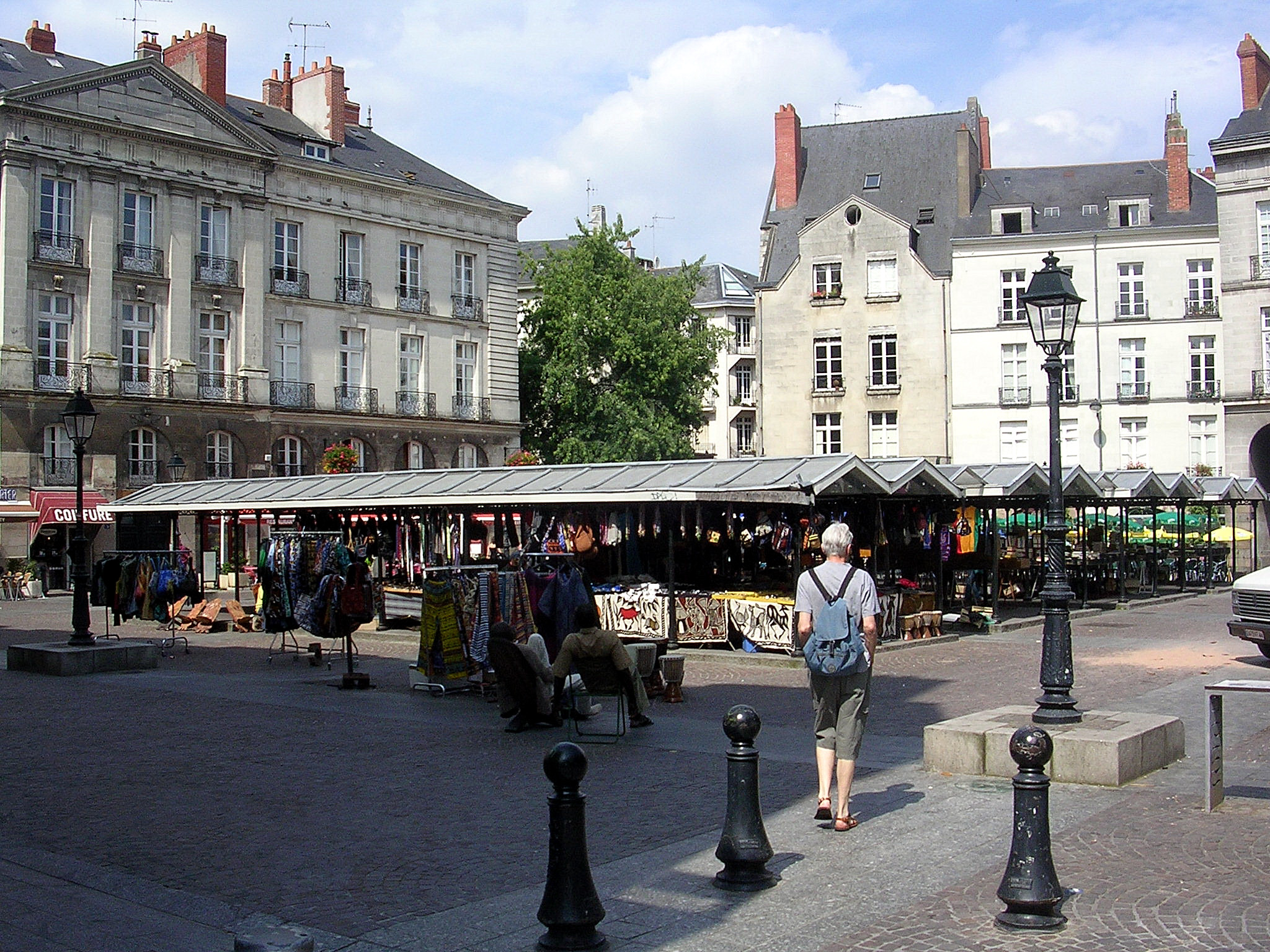
La place du Bouffay, à Nantes, où fut dressée la guillotine pendant la Révolution.

Le 18 juillet 1789, Sophie assiste avec enthousiasme aux émeutes révolutionnaires à Nantes. Mais sa conscience royaliste naît lors de l'exécution, sous ses yeux, de deux jeunes filles et de leur mère, Mme de La Biliais, qu'elle a connue durant son enfance. Cet épisode reste gravé à jamais dans sa mémoire. Durant la Terreur, animée à Nantes par Jean-Baptiste Carrier, Sophie et Mme Robin regagnent Châteaubriant pour y retrouver du calme. Mais, le 11 février 1796, Sophie est témoin d'une bataille à Grand-Auverné entre les Républicains et les Chouans. La même année, elle rencontre, à Châteaubriant, Joseph Léopold Sigisbert Hugo, un soldat républicain dont elle tombe amoureuse. Celui-ci est rapidement envoyé à Grenelle et après un échange de lettres, Sophie décide de le rejoindre. Le 15 novembre 1797, le mariage a lieu à Paris.

### Le mariage

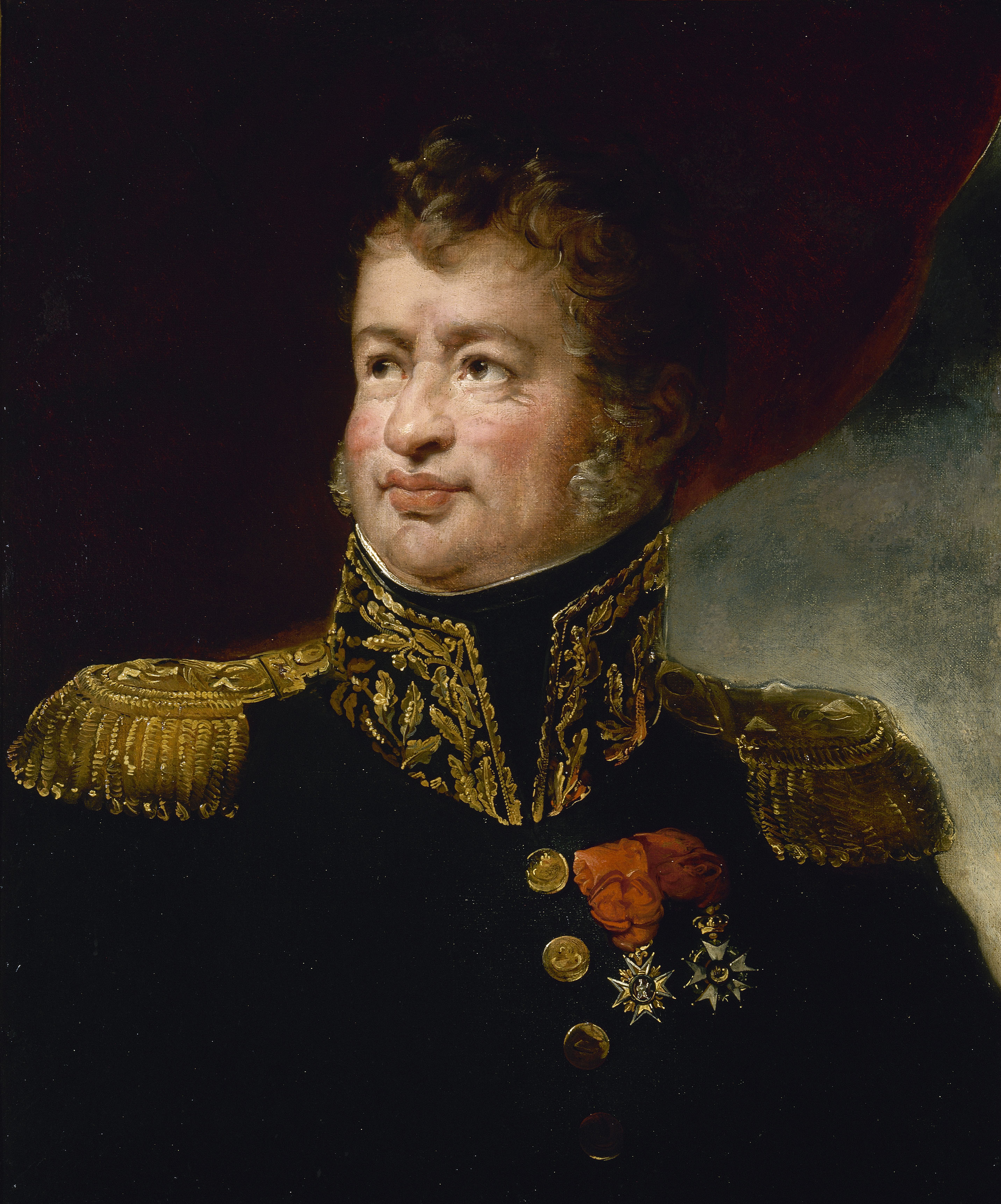
Joseph Léopold Hugo.

Le couple s'installe dans la Maison Commune, ancien Hôtel-de-Ville de Paris, et bientôt naît leur premier enfant, Abel, le 15 novembre 1798. Lors d'une soirée en 1799, elle rencontre l'adjudant général Victor Claude Alexandre Fanneau de Lahorie, un ancien camarade de combat de son époux. Elle revoit ce dernier lors de son voyage chez sa belle-famille à Nancy. Alors qu'elle est toujours chez la famille Hugo, Sophie est de nouveau enceinte et souhaite retourner en Bretagne mais son mari n'accepte pas et Eugène naît le 16 septembre 1800 à Nancy. Ensuite, Léopold Hugo est nommé adjudant-général à Lunéville ; Sophie y rencontre Joseph Bonaparte. Plus tard, la famille arrive à Besançon où Léopold Hugo est affecté ; le 26 février 1802, Victor voit le jour place Saint-Quentin (actuelle place Victor-Hugo). Victor Fanneau de Lahorie est son parrain.
Quelque temps plus tard[Quand ?], Léopold est envoyé à Marseille où le suit le reste de sa famille ; une fois arrivé, il recherche un avancement et envoie Sophie chez Victor Fanneau de Lahorie, à Paris. Mais ce dernier, mal vu par Napoléon, ne peut rien faire. Sophie reste pourtant à Paris, où elle s'installe à l'Hôtel de Nantes, rue Neuve-des-Petits-Champs, non loin de la rue Gaillon, où loge Victor Fanneau de Lahorie, qui est déjà son amant depuis quelque temps (des thèses affirment qu'il serait le père de Victor Hugo).

### La femme libre
Alors qu'au début de l'année 1803 Léopold doit rejoindre Bastia, Victor Fanneau de Lahorie emménage rue des Saussaies et achète le Château de Saint-Just, près de Vernon, dans l'Eure.
Sophie y vient régulièrement avec lui, le parc de la propriété lui évoquant son enfance au Petit-Auverné.
Plus tard, le bataillon de Léopold est envoyé à Portoferraio, sur l'Île d'Elbe. Sophie part à Livourne puis rejoint son mari et ses enfants ; elle apprend à ce moment que Léopold a une maîtresse, Catherine Thomas. Après un séjour qu'elle n'apprécie pas, Sophie retourne à Paris avec ses trois fils.
Mais après son arrivée, Victor Fanneau de Lahorie reste introuvable. Plus tard, celui-ci lui révèle qu'il est menacé car soupçonné de travailler contre le Premier consul.
Sophie emménage rue de Clichy et décide de cacher Lahorie.
Ces affaires seront ensuite éclaircies mais il est contraint de vendre ses propriétés (dont Saint-Just) et doit s'exiler en Amérique, ce qu'il refuse.
En 1806, Sophie et les enfants visitent Léopold à Naples, ils retrouvent des amis de Paris, la famille Foucher. Léopold vit en réalité avec Catherine Thomas dans un palais à Avellino, où il a été nommé. Il s'oppose à ce que sa famille l'y rejoigne car il craint que Sophie ne découvre le pot-aux-roses. Pourtant, la famille viendra quand même et, après avoir eu une discussion avec son mari, Sophie repart le lendemain pour Paris avec les enfants.
Elle arrive le 7 février 1809 et s'installe dans un ancien couvent, rue des Feuillantines.
« Mes deux frères et moi, nous étions tout enfants.
Notre mère disait : — Jouez, mais je défends
qu'on marche dans les fleurs et qu'on monte aux échelles. » (Aux Feuillantines in Les Contemplations, Victor Hugo, 1855)
Le jardin est vaste et une chapelle servira de cachette à Victor Fanneau de Lahorie. Les enfants, dans un premier temps, ignorent la présence de cet habitant, puis ils le découvriront. Sophie le fait nommer, par précaution, M. de La Courlandais et il devient précepteur pour les trois fils. Il leur apprend en particulier le latin.
Le 29 décembre 1810, Victor Fanneau de Lahorie est trahi et arrêté aux Feuillantines, sous les yeux de la famille Hugo.

### La vie mouvementée
En mars 1811, la famille part en Espagne, afin de rendre visite à Léopold, devenu comte de Siguenza. Mais celui-ci n'est pas au courant de cette visite ; ainsi, après un voyage effroyable à travers un pays hostile et en guerre, la famille est accueillie à Madrid par son frère. Irrité des agissements de sa femme, Léopold, qui vit à Guadalajara avec sa maîtresse, demande le divorce et la garde de ses enfants, qu'il place au Collège des Nobles, à Madrid. Sophie refuse catégoriquement les directives de son mari et demande l'aide de Joseph Bonaparte, devenu roi d'Espagne ; les époux se réconcilient rapidement. Mais après quelque temps, Léopold apprend d'une source inconnue la liaison entre Victor Fanneau de La Horie et Sophie ; celle-ci espère d'ailleurs rentrer à Paris le plus vite possible afin d'apprendre des nouvelles de son amant.
Un jour, elle reçoit anonymement de Paris la somme de 4 750 francs (elle soupçonne Lahorie de les lui avoir envoyés) et décide sur-le-champ de partir ; elle profite de l'escorte du maréchal de Bellune pour retraverser l'Espagne sans encombre.
À Paris, elle visite régulièrement son amant, incarcéré à Vincennes.
Elle prête attention au complot du général Malet, qui voulait annoncer la mort de Napoléon en Russie. Victor Fanneau de Lahorie devait, une fois libéré, prendre les fonctions de ministre de la Police. Mais le complot est dévoilé et les conspirateurs, dont il fait partie, sont emprisonnés à la prison de l'Abbaye ; ils sont tous fusillés dans la plaine de Grenelle le 29 octobre 1812. Sophie suit le convoi mortuaire jusqu'au cimetière de Vaugirard.
Le 31 décembre 1813, la famille emménage rue des Vieilles Tuileries (aujourd'hui rue du Cherche-Midi).
Léopold arrive à Thionville où il présente Catherine Thomas comme la « générale Hugo » ; Sophie, à qui il ne verse plus sa rente, décide de le retrouver. Elle confie Eugène et Victor à la famille Foucher et part avec Abel. Léopold demande à nouveau le divorce, pour adultère, et place ses fils en pension.
Lorsque Sophie retourne à Paris, elle découvre son appartement sous scellés et demande donc l'hospitalité aux Foucher. Plus tard, Léopold arrive à Paris avec Catherine Thomas, qu'il présente dans les salons ; il retourne à Thionville durant les Cent-Jours. Sophie visite régulièrement ses fils à leur collège ; ceux-ci ne supportent pas cette situation.

### La fin
Après avoir retrouvé son appartement, Sophie, appauvrie, est contrainte de déménager rue des Petits-Augustins, aujourd'hui rue Bonaparte.
Elle récupère la garde de ses enfants en 1818, lorsque le tribunal civil de la Seine prononce la séparation des corps et biens des époux Hugo. Abel est alors âgé de 20 ans, Eugène de 18 ans et Victor de 16 ans. L'aîné est devenu lieutenant en demi-solde et les cadets ont rejoint la faculté de Droit, alors que leur père les croit sur le chemin de Polytechnique. Découvrant que Victor a des talents hors du commun en poésie, elle s'emploie à développer ses talents artistiques ; Victor destine d'ailleurs ses premiers poèmes à sa mère. Mais, connaissant également la jalousie et la fragilité d'Eugène, elle favorise ce dernier.
La famille est très proche des Foucher, ils se rencontrent régulièrement depuis la première enfance de ses fils et madame Foucher les reçoit à son hôtel de Toulouse durant des soirées. Un jour, Sophie découvre que Victor et Adèle Foucher sont amoureux ; n'ayant pas une bonne image de la jeune fille, elle s'oppose à leur union.
En janvier 1821, Abel trouve un logement, rue de Mézières. L'appartement, qui comporte un jardin, est délabré et la famille travaille à sa rénovation. Au printemps, Sophie Trébuchet jardine, mais le froid aggrave son état de fatigue. Elle tombe malade et meurt dans son lit le 27 juin 1821, au cours de l'après-midi.
Elle est enterrée le 28 juin au cimetière de Vaugirard ; beaucoup plus tard, Victor fera transférer ses restes au Père-Lachaise, où elle repose sous le nom de « Comtesse Hugo ».

## Hommage
Nantes, sa ville natale, lui a rendu hommage en 1931 en baptisant une place Sophie-Trébuchet située près du jardin des plantes.
Une rue Sophie-Trébuchet existe également à Besançon, ville natale de son fils Victor Hugo.
Une rue Sophie Trébuchet existe également au Petit-Auverné.